# Amblyseius herbicolus
Amblyseius herbicolus är en spindeldjursart som först beskrevs av Chant 1959.  Amblyseius herbicolus ingår i släktet Amblyseius och familjen Phytoseiidae. Inga underarter finns listade i Catalogue of Life.